# コバナノコウモリソウ
コバナノコウモリソウ（小花蝙蝠草、学名：Parasenecio chokaiensis）は、キク科コウモリソウ属の多年草。日本国内ではもっとも高所に生育するコウモリソウ属の1種。別名、チョウカイコウモリ。

## 特徴
根茎は短く、横走する。茎は直立し、高さは60-150cmになる。茎の中部につく葉は草質で、葉身は扁三角形状腎形で円みがあって5浅裂し、長さ6-11cm、幅9-18cmになり、各裂片の先端は短くとがり、基部は心形になり、縁は粗い欠刻状の鋸歯となることが多い。各裂片は、ヨブスマソウ、ハヤチネコウモリ、コウモリソウのように尾状に伸びることはない。葉柄は長さ3.5-8cmになり、翼があってその基部は半ば茎を抱き、「耳」とよばれる小型の葉鞘をつくるが、葉鞘は円筒形にはならない。翼がなく、茎を抱かないときもある。
花期は8-9月。頭状花序は総状または円錐状に多数つき、すべて両性の筒状花からなり、頭花の花柄は長さ3-25mmになる。総苞は筒型で長さ9-10mm、総苞片は1列で7-8個ある。1頭花は8-13個の筒状花で構成されており、花冠の長さは7mmで、色は黄白色をしている。果実は円柱形で長さ4-5mmになる痩果で、長軸方向の稜が目立ち、毛は無い。冠毛は白色で、長さ5-8mmになる。

## 分布と生育環境
日本固有種。本州の東北地方の日本海側山地（鳥海山、和賀山地、月山、朝日山地、飯豊山地）に分布し、落葉広葉樹林の林内や亜高山帯の灌木林の縁に生育する。

## 名前の由来
種小名（種形容語）chokaiensis は、「鳥海山の」の意味。命名者の工藤祐舜が1904年8月に鳥海山麓で採集したものがタイプ標本となっている。
和名コバナノコウモリソウは、工藤祐舜による命名で、「小花蝙蝠草」のことであるが、『改訂新版 日本の野生植物 5』のコウモリソウ属の執筆者である門田裕一は「〈小花蝙蝠草〉だが、どの種と比較して頭花が小さいかは不明である」としている。

## ギャラリー

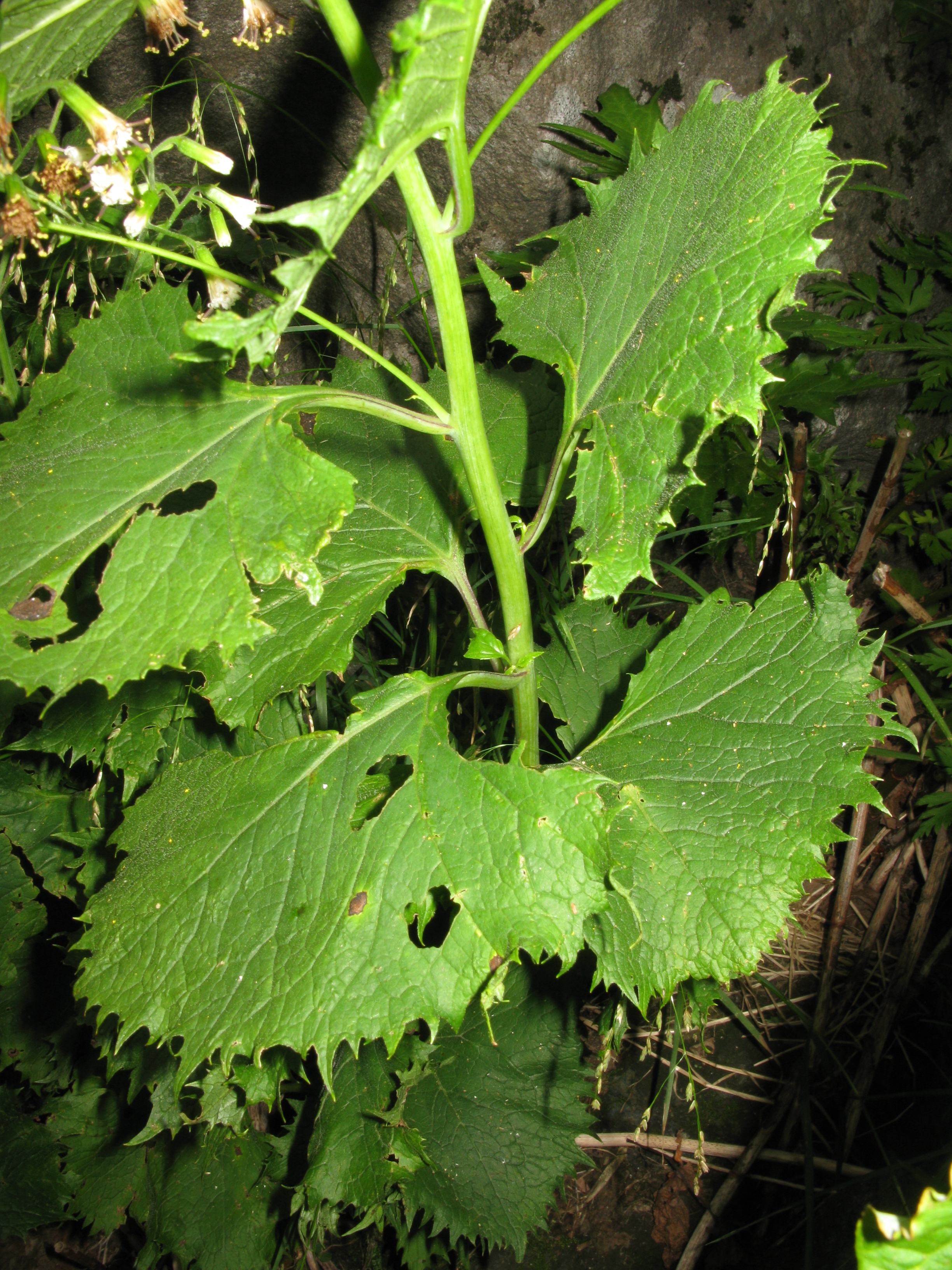
葉身の縁は粗い欠刻状の鋸歯となることが多い。
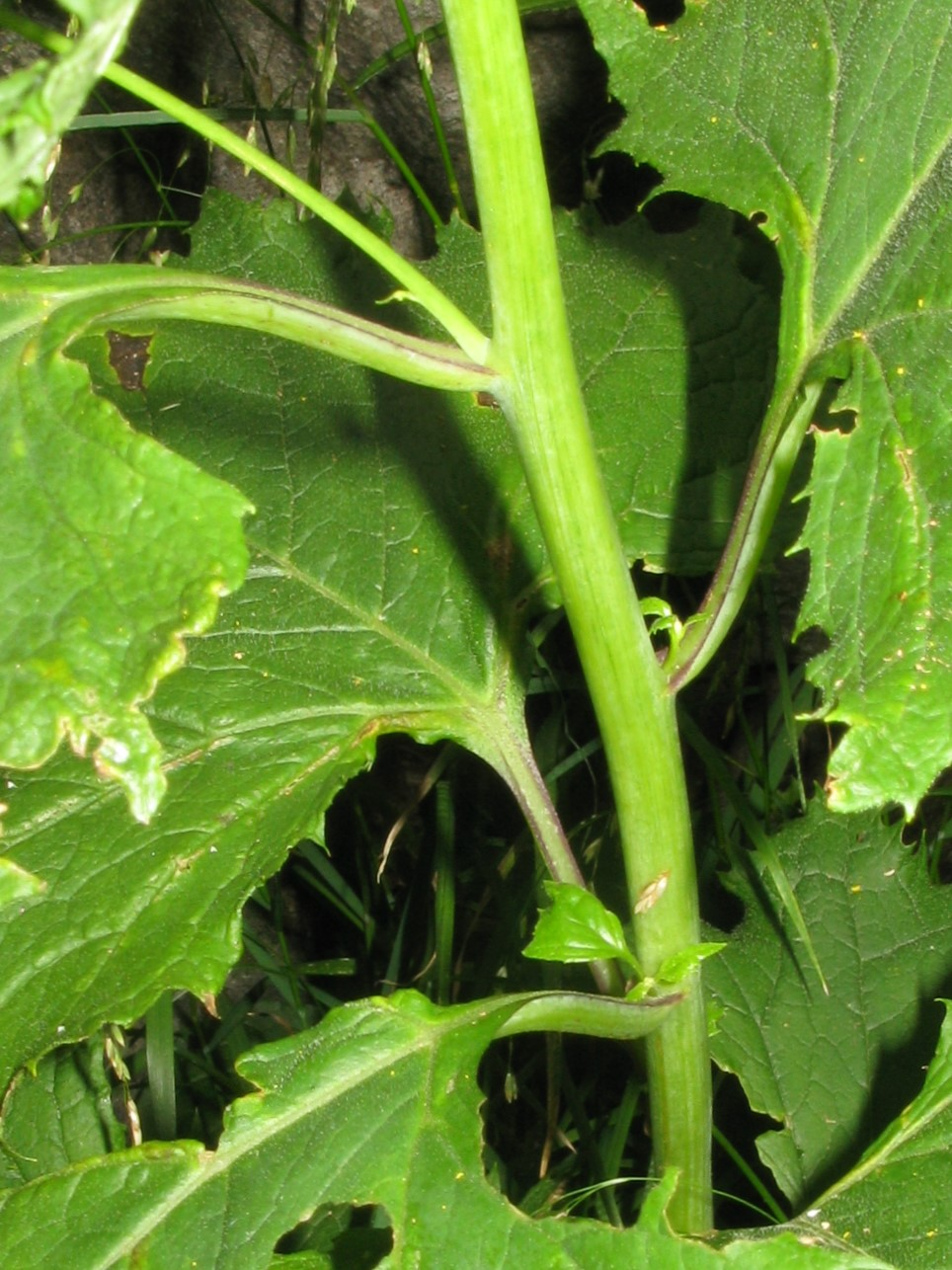
葉柄に狭い翼があり、その基部は半ば茎を抱く。
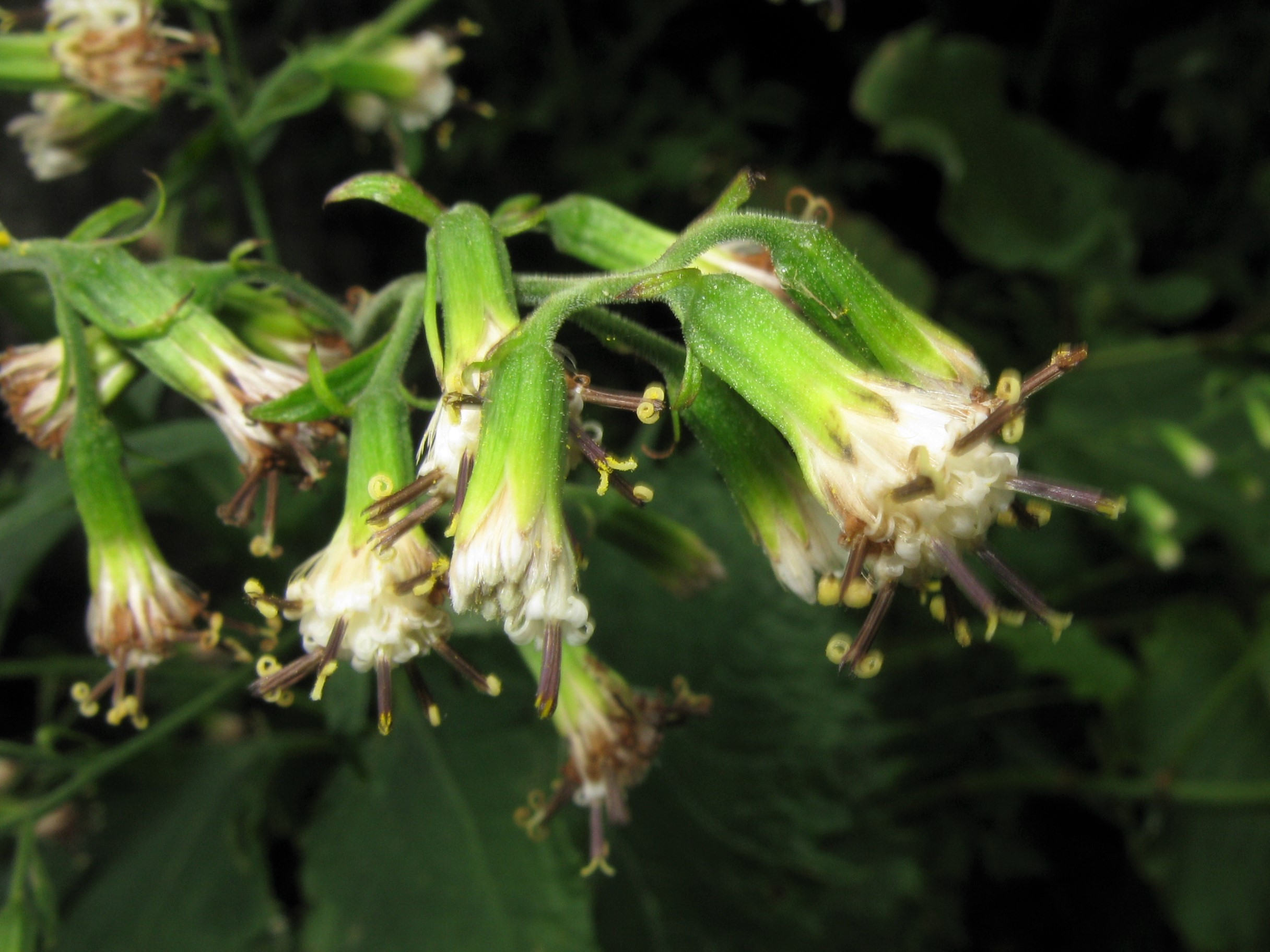
頭花。
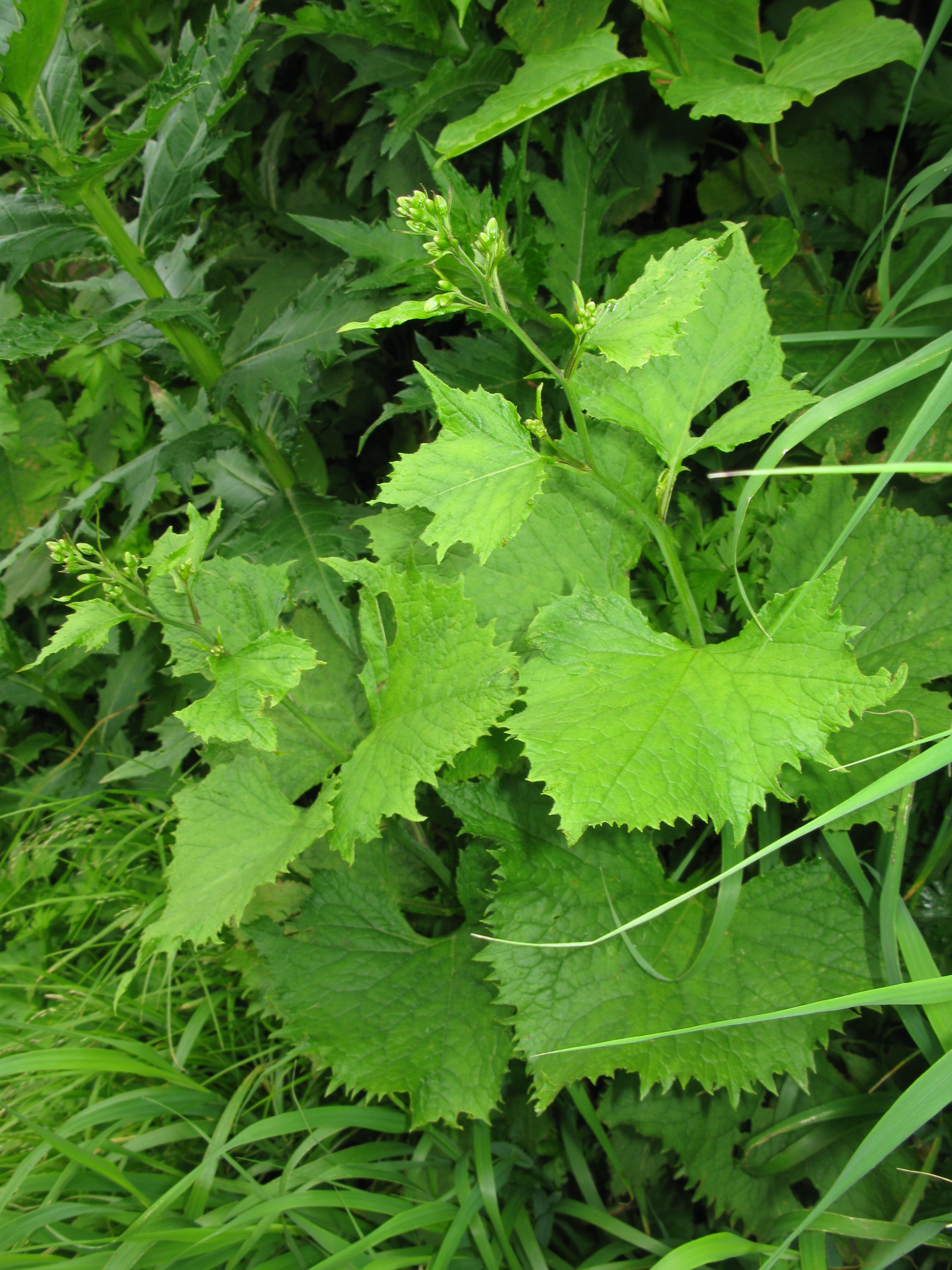
花がつぼみの状況。7月下旬。